# Peter Žonta
Peter Žonta, slovenski smučarski skakalec, * 9. januar 1979, Ljubljana.

## Začetek
Skakati je začel pri šestih letih na skakalnici v Mostecu (Ljubljana). Pri sedemnajstih letih je bil član mladinske reprezentance, ki je osvojila bronasto medaljo na mladinskem svetovnem prvenstvu v Asiagu. Leta 1997 je MSP končal tik pod odrom za zmagovalce, z ekipo pa je osvojil zlato medaljo (skupaj z Langom, Vrhovnikom in Rihtarjem). 

## Svetovni pokal
Prvič je v svetovnem pokalu nastopil v sezoni 1995/96.
Prva vidnejša uvrstitev Žonte je bila v sezoni 1998/99, ko je v češkem Harrachovu osvojil 7.mesto.
V času skakalne krize Primoža Peterke, je bil vodja slovenske skakalne ekipe, saj je dosegal še najbolj konstantne rezultate v svetovnem pokalu.

## Olimpijske igre
Udeležil se je olimpijskih iger v Naganu leta 1998. Osvojil je 28. mesto na veliki in 39. mesto na mali skakalnici.
Vsi Petrovi cilji so bili usmerjeni v olimpijske igre leta 2002 v Salt Lake Cityju. V ekipi je so poleg njega skakali še Robert Kranjec, Primož Peterka in  Damjan Fras. Peter je v ekipi skakal kot četrti, po zaslugi odličnega Kranjca in solidnega Peterke in Frasa, pa so osvojili bronasto medaljo, za zmagovalci Nemci in drugimi Finci.

## Vrhunec kariere
Peter Žonta je solidno skakal v sezoni 2003/2004, višek forme pa je dosegel najprej v Garmisch-Partenkirchnu s 5. mestom, nato pa je v Innsbrucku z dvema skokoma po 128 m dosegel svojo prvo (in zaenkrat edino) zmago v svetovnem pokalu. Skupno 3. mesto na novoletni turneji si je priskakal še z 2. mestom v avstrijskem Bischofshofnu.
Žonta je v tej sezoni zbral 545 točk (10.mesto)
V naslednji sezoni rezultatov ni bilo več, poleg tega pa so Žonto mučile poškodbe, zato je sezoni 2004/05 in 2005/06 tudi izpustil.

## Vrnitev po poškodbi
Po dolgotrajni rehabilitaciji je nastopal v kontinentalnem pokalu, nato pa se je po dobrih rezultatih uvrstil v ekipo za svetovno prvenstvo v Saporu leta 2007. Na veliki skakalnici je bil 39. na mali pa 30.

## Zmage
| Sezona  | Prizorišče |
| ------- | ---------- |
| 2003/04 | Innsbruck  |